# Accademia degli Incamminati

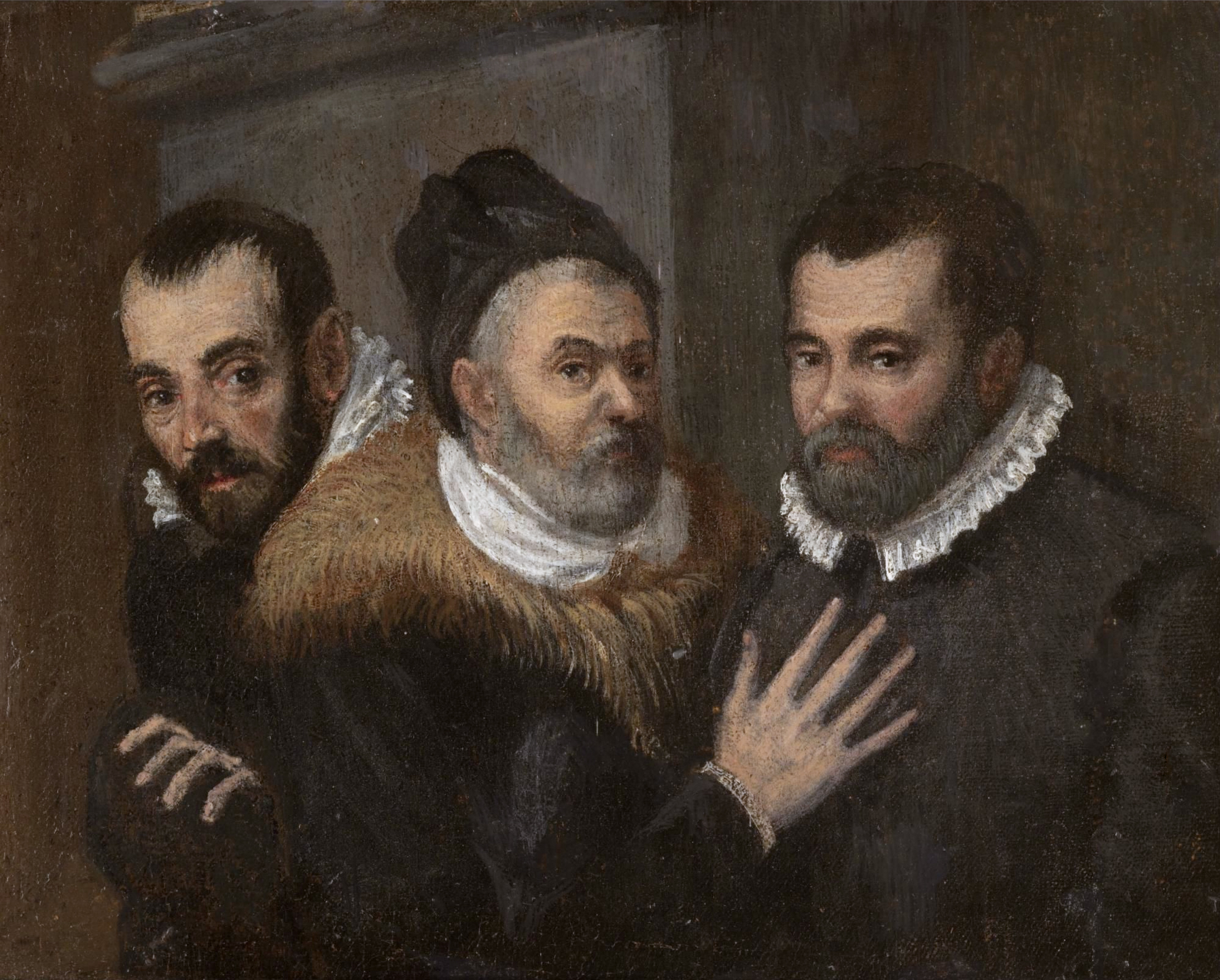
Carracciové, zleva doprava Annibale, Ludovico a Agostino

Accademia degli Incamminati byla jednou z prvních uměleckých akademií v Itálii, založená v roce 1582 v Bologni.
Byla založena jako Accademia dei Desiderosi (někdy nazývaná "Accademia dei Carracci") a její zakladatelé byli tři Carracciové, bratři Agostino, Annibale a jejich bratranec Ludovico. Byla primárně určena těm umělcům, kteří chtěli cestovat a vzdělávat se. Annibale stál v čele instituce díky své silné osobnosti a humanitní učenosti. Založení této a dalších akademií ukázalo touhu umělců být vnímán na stejné úrovni jako básníci a hudebníci, ne pouze jako řemeslníci. Accademia degli Incamminati jim poskytla prostor pro setkávání s ostatními intelektuály, jako byli například doktor Melchiorre Zoppio nebo Astronom Giovanni Antonio Magini, který je zde navštěvoval. Při jejím založení se její členové rozhodli pro heraldický znak, složený z nebeské koule s Ursa Minor v centru a pod ním s heslem Contente Perfectus. Byla zřízena jako soukromá instituce umělců s cílem poskytnout komplexní výcvik v praxi a teorii jak v umění, taki v dalších činnostech, které byly někdy považovány za málo důležité. V Accademii umělci měli dovoleno kreslit nahé postavy podle živých modelů, což bylo jinak katolickou církví zakázáno.